# Карго, Бобби
Роберт Дж. «Бобби» Карго (англ. Robert J. „Bobby“ Cargo; род. в октябре 1868 года в Питтсбурге, Пенсильвания, США — умер 27 апреля 1904 года в Атланте, Джорджия, США) — американский бейсболист, игравший в 1892 году в составе клуба «Питтсбург Пайрэтс» (Главная лига бейсбола).

## Биография и карьера
Роберт Карго родился в октябре 1868 года в Питтсбурге. Профессионально начал играть в бейсбол в 1887 году, сыграв две игры в составе местнозначимой команды «Стьюбенвилл». В низшей лиге игрок провёл до 1891—1892 годов; к этому времени Карго параллельно работал также в одной из железнодорожных компаний.
В 1892 году Бобби Карго дебютировал в Главной бейсбольной лиге в составе клуба «Питтсбург Пайрэтс». Здесь он провёл один сезон на позиции шорт-стопа (праворукий), сыграв всего две игры. Покинув основную лигу в силу различных причин, Бобби продолжил бейсбольную карьеру и стал более известен как игрок ряда других менее значимых клубов, в которых он выступал на позициях третьего бейсмена, шорт-стопа и аутфилдера.
Свою карьеру бейсболист продолжал вплоть до своей смерти от «типичной» пневмонии в 1904 году, оставив после себя жену и дочь. Ему было 35 лет; он был похоронен на католическом кладбище св. Марии в Лоренсвилле. Его младший брат Чарльз «Чик» Карго также выступал за бейсбольные клубы низшей лиги.